# Зигмунд Єн
Зигмунд Єн (нім. Sigmund Werner Paul Jähn, Зигмунд Вернер Пауль Єн, 13 лютого 1937, Раутенкранц, Німеччина — 21 вересня 2019) — перший і єдиний космонавт НДР, перший німець в космосі, Герой НДР, Герой Радянського Союзу, генерал-майор у відставці.

## Біографія
Народився 13 лютого 1937 року в селищі Раутенкранц в сім'ї робітника лісопильного заводу і швачки-надомниці. Дитячі роки припали на період Другої світової війни. 1943 року пішов в школу в рідному селищі Раутенкранц. 1951 року закінчив 8-й клас і пішов вчитися друкарській справі. На народному підприємстві «Типографія Фалькенштейн» в місті Клінгенталь отримав диплом друкаря. 1955 року за закликом Союзу вільної німецької молоді вступив в Національну народну армію НДР і був зарахований курсантом Вищого офіцерського училища ВПС і ППО імені Франца Мерінга. 1958 року закінчив училище і проходив службу в частинах Військово-повітряних сил Національної народної армії НДР.
У 1966 році був направлений на навчання у Військово-повітряну академію (нині — імені Ю.Гагаріна) в Москві. Закінчив навчання в 1970 році і продовжив службу льотчиком-інспектором штабу Військово-повітряних сил Національної народної армії НДР. Постійно вдосконалював свою льотну майстерність, брав участь в розробці і практичних випробуваннях нових елементів підготовки і застосування винищувальної авіації. 1976 року був ушанований званням «Заслужений військовий льотчик Німецької Демократичної Республіки». Чудово знаючи російську мову, переклав на німецьку низку творів радянської військової і суспільно-політичної літератури.
У 1976 році разом з іншим німецьким льотчиком Ебергардом Коеллнером (Eberhard KOELLNER) відібраний для підготовки до польоту в космос на радянському космічному кораблі за програмою «Інтеркосмос». У грудні того ж року розпочав тренування у Центрі підготовки космонавтів імені Гагаріна. Пройшов прискорений курс підготовки до польотів на космічних кораблях «Союз» і орбітальній станції «Салют-6».
26 серпня 1978 року разом з радянським космонавтом Валерієм Федоровичем Биковським почав політ в космос як космонавт-дослідник космічного корабля «Союз-31». Протягом семи днів космонавти працювали на борту орбітальної станції «Салют-6» разом з членами основної експедиції Володимиром Васильовичем Ковальонком і Олександром Сергійовичем Іванченковим. 3 вересня 1978 року повернувся на Землю разом з Валерієм Биковським на борту корабля «Союз-29». Тривалість польоту склала 7 діб 20 годин 49 хвилин 4 секунди.
Після польоту повернувся на батьківщину і продовжив службу в Національній народній армії НДР. З 1980 року по 1983 рік був заступником начальника управління ВПС НДР. З 1983 року по 1990 рік служив в одній з військових науково-дослідних установ НДР. Після об'єднання двох Німеччин був відправлений у відставку і до 1993 року фактично знаходився поза ділом. З 1993 року працює представником Німецького аерокосмічного центру в Європейському космічному агентстві. Займається питаннями підготовки космонавтів для польотів в космос на американських і російських космічних кораблях за програмами Європейського космічного агентства.
Герой Радянського Союза (Указ Президії Верховної Ради СРСР від 3 вересня 1978 року). Герой Німецької Демократичної Республіки (Указ Державної ради НДР від 3 вересня 1978 року). Нагороджений радянським орденом Леніна, німецьким орденом Карла Маркса, іншими німецькими орденами і медалями.
Був одружений, мав двох дорослих дітей та онуків.

## Цікаві факти
- Ім'ям Зигмунда Єна названий астероїд 17737 Зигмундєн.
- Персонаж Зигмунда Єна присутній у фільмі «Ґуд бай, Ленін!», що став по сюжету фільму в реальній об'єднаній Німеччині таксистом, а у віртуальній НДР — головою Державної ради (у виконанні Штефана Вальца).